# Leon van der Torre
Leendert (Leon) van der Torre este profesor de informatica (computer science) la Universitatea din Luxembourg si conducatorul grupului Individual and Collective Reasoning (ICR) group, parte a departamentului de Computer Science and Communication (CSC). Leon van der Torre este un cunoscut cercetator in domeniul intelgentei artificiale (in particular, deontic-logic) si al sistemelor multi-agent, membru al Comisiei de Etica al universitatii din Luxembourg si fondatorul laboratorului CSC Robotic. Din martie 2016 este seful de catedra al  departamentului de Computer Science and Communication (CSC) din cadrul universitatii.

## Biografie
Leon van der Torre, s-a nascut pe 18 martie 1968 la Rotterdam, Olanda. El a trăit în Zevenhuizen, unde a urmat școala primară,  mai târziu  a urmat divizia VWO a școlii secundare a Colegiului Orange-Nassau în Zoetermeer. In tot acest timp, si-a cumpărat primul calculator, un ZX-81, pe care il programa el însuși, in paralel scriind articole pentru o revistă de calculator. A devenit, de asemenea, campion național de tineret în jocul de bridge.
Leon van der Torre, a studiat informatica la Universitatea Erasmus din Rotterdam la Facultatea de Economie și a urmat studii în filozofie. El a deținut funcții la EURIDIS și Departamentul de Informatică, in acelasi timp obtinand diploma de masterat in stiinte (1992) și doctoratul în informatică (1997), sub supravegherea lui Yao-Hua Tan. Teza lui de doctorat a avut ca subiect  logica deontică în informatică și combinația sa cu logica non-monotonica. Aceastea sunt principalele sale domenii de cercetare: logicile în inteligență artificială și informatică.
Dupa ce a detinut mai multe pozitii, in Germania (Max Planck Institute for Informatics in Saarbrücken), in Franta (Marie Curie fellow, CNRS-IRIT, Toulouse), si Olanda (CWI Amsterdam, Vrije Universiteit), s-a alaturat Universitatii din Luxembourg in ianuarie 2006, ca profesor de Intelligent Systems. Pana in martie 2015, 12 tineri cercetatori si-au finalizat studiile de doctorat sub supravegherea sa si alti 10 post-doc au obtinut pozitii permanente in centre de cercetare sau pozitii in mediul universitare.

## Activitatea de cercetare
Dupa contributiile in  decision theory, Leon van der Torre s-a orientat spre stiintele cognitive si sistemele multi-agent. A dezvoltat modelul BOID agent architecture (impreuna cu colegi de la Vrije Universiteit), a creat o noua ramura de cercetare in inteligenta artificiala: input/output logics (impreuna cu David Makinson), si a contribuit la o abordare diferita (game theory) pentru multi-agent systems (impreuna cu Guido Boella de la Universitatea din Turin). A initiat workshop-uri legate de coordonare si organizare a sistemelor multi-agent (CoOrg), legate de aspecte interdisciplinare ale roluriiloe (ROLES), legate de aspecte normative ale sistemelor multi-agent (NORMAS). A devenit ECCAI Fellow in 2015.
De asemenea, Leon van der Torre este editor al sectiunii dedicate logicii deontice din Journal_of_Logic_and_Computation, membru al corpului editorial al Logic_Journal_of_the_IGPL si IfCoLog_Journal_of_Logics_and_their_Applications, membru al bordului decizional al comitetelor  DEON si CLIMA, si editor al  unei colectii de lucrari stiintifice "Handbooks of Deontic Logic and Normative Systems", avand alte handbook-uri in pregatire.

## Viata personala
Din 2000 Leon van der Torre este casatorit cu artista  Egberdien van der Torre - van der Peijl, avand impreuna doi fii.

## Referinte
1. ↑  Czech National Authority Database, accesat în 1 martie 2022
2. 1 2 3  Czech National Authority Database, accesat în 7 noiembrie 2022
3. ↑  ORCID Public Data File 2020, accesat în 10 ianuarie 2021
4. ↑  Genealogia matematicienilor
5. ↑  „ICR website”.
6. ↑  „ROBOLAB@Uni.lu”. Arhivat din original la 10 septembrie 2016.
7. ↑  „FSTC News: Congratulations to the new Head of CSC research unit!”.
8. ↑  Jérôme Lang, Leendert van der Torre, Emil Weydert (2002): Autonomous Agents and Multi-Agent Systems. Autonomous Agents and Multi-Agent Systems, Volume 5, Issue 3, pp 329-363.
9. ↑  Jan Broersen, Mehdi Dastani, Joris Hulstijn, Zisheng Huang, Leendert van der Torre (2001): The BOID architecture: conflicts between beliefs, obligations, intentions and desires Arhivat în 21 martie 2016, la Wayback Machine., Proceedings of the fifth international conference on Autonomous agents.
10. ↑  David Makinson, Leendert Van Der Torre (2000): Input/output logics, Journal of Philosophical Logic.
11. ↑  Guido Boella, Leendert van der Torre, Harko Verhagen (2006): Introduction to normative multiagent systems. Computational & Mathematical Organization Theory. Volume 12, Issue 2, pp 71-79.
12. ↑  Guido Boella , Leendert van der Torre  (2004): Regulative and Constitutive Norms in Normative Multiagent Systems. Proceedings of KR 2004.
13. ↑  University of Luxembourg News: SnT scientist Prof. Leon van der Torre appointed ECCAI Fellow
14. ↑  „ICR website”.
15. ↑  „ROBOLAB@Uni.lu”. Arhivat din original la 10 septembrie 2016.
16. ↑  „FSTC News: Congratulations to the new Head of CSC research unit!”.
17. ↑  Jérôme Lang, Leendert van der Torre, Emil Weydert (2002): Autonomous Agents and Multi-Agent Systems. Autonomous Agents and Multi-Agent Systems, Volume 5, Issue 3, pp 329-363.
18. ↑  Egberdien van der Torre - van der Peijl: http://www.egberdien.com/

## Alte link-uri
- Leon van der Torre's research website]
- Publications on DBLP